# 比尔·詹姆斯 (作家)
喬治·威廉·詹姆斯（英語：George William James；1949年10月5日—）是一名美國棒球作家、歷史學家和統計學家，其作品擁有廣泛的影響力。自1977年以來，詹姆斯撰寫了超過20本有關棒球歷史和統計資料的專書。他的方法論被稱為美國棒球研究協會（SABR）的賽伯計量學，經常通過使用統計數據來科學地分析和研究棒球，以試圖確定球隊成敗的原因。2003年，因為奧克蘭運動家隊對棒球統計學的成功運用，波士頓紅襪隊聘請詹姆斯擔任高級顧問。